# イフォン・ベリエン
イフォン・ベリエン（Yvon Beliën、1993年12月28日 - ）は、オランダの元女子バレーボール選手。元オランダ代表。

## 来歴
ヴェールト出身。2009年にジュニア代表として欧州選手権に出場した。シニア代表には2013年よりプレーし、同年のワールドグランプリで代表デビューを果たした。同年のヨーロッパ選手権、2014年の世界選手権などに出場した。
2015年10月の欧州選手権で銀メダルを、2016年7月のワールドグランプリでは銅メダルを獲得した。20年ぶりの五輪となったリオ五輪では4位となった。

## 球歴
- オリンピック - 2016年
- 世界選手権 - 2014年、2018年
- ワールドカップ - 2019年
- 欧州選手権 - 2013年、2015年、2017年
- ワールドグランプリ - 2013年、2014年、2015年、2016年、2017年

## 受賞歴
- 2015年　モントルーバレーマスターズ　ベストミドルブロッカー賞

## 所属クラブ
- Peelpush（2009-2010年）
- VC Weert（2011-2013年）
- Ladies in Black Aachen（2013-2014年）
- シュヴェリーンSC（2014-2015年）
- River Volley Piacenza（2015-2017年）
- Bursa BBSK（2017-2018年）
- ベシクタシュ（2018-2019年）
- ガラタサライ（2019-2020年）
- イル・ビゾンテ・フィレンツェ（2020-2022年）
- サヴィーノ・デルベーネ・スカンディッチ（2022-2023年）